# Mouthiers-sur-Boëme
Mouthiers-sur-Boëme é uma comuna francesa na região administrativa da Nova Aquitânia, no departamento de Charente. Estende-se por uma área de 34,71 km². Em 2010 a comuna tinha 2 489 habitantes (densidade: 71,7 hab./km²).